# Alchemilla turkulensis
Alchemilla turkulensis é uma espécie de rosácea do gênero Alchemilla, pertencente à família Rosaceae.